# Карницкие
Карницкие (Корницкие, пол. Karniccy) — польский дворянский и графский род герба Косцеша.
Происходит от Яна Карницкого, жившего в середине XV века. Станислав Карницкий был обозным великим коронным (1565). Артемий Васильевич Корницкий дьяк (1692), воевода в Смоленске (1689), в Самаре (1694) (совр. Новомосковск).  Иван Осипович Карницкий сенатор и управлял комитетом дел Царства Польского (умер в 1878). Его сын Иосиф Иванович член комиссии, готовившей проект гражданского уложения.
Род Карницких внесён в VI часть родословной книги Минской и Витебской губерний.